# Tiểu thuyết gia
Một tiểu thuyết gia là một tác giả hoặc nhà văn viết tiểu thuyết, mặc dù thường các tiểu thuyết gia cũng viết các thể loại khác của cả tiểu thuyết và phi hư cấu. Một số tiểu thuyết gia là tiểu thuyết gia chuyên nghiệp, do đó kiếm sống bằng cách viết tiểu thuyết và tiểu thuyết khác, trong khi những người khác khao khát hỗ trợ mình theo cách này hoặc viết văn như một nghề tay trái. Hầu hết các tiểu thuyết gia đấu tranh để có được tiểu thuyết đầu tay của họ được xuất bản, nhưng một khi được xuất bản, các tác phẩm của họ thường tiếp tục được xuất bản, mặc dù rất ít người trở thành người nổi tiếng trong giới văn học, do đó có được uy tín hoặc thu nhập đáng kể từ tác phẩm của mình.
Tiểu thuyết gia đến từ nhiều nguồn gốc và tầng lớp xã hội, và thường thì điều này định hình nội dung các tác phẩm của họ. Sự tiếp nhận công khai của tác phẩm của một tiểu thuyết gia, phê bình văn học bình luận về nó, và sự kết hợp kinh nghiệm của chính họ với các tác phẩm và nhân vật có thể dẫn đến cuộc sống cá nhân và bản sắc của tác giả gắn liền với nội dung hư cấu của tiểu thuyết. Vì lý do này, môi trường trong đó một tiểu thuyết gia làm việc và tiếp nhận tiểu thuyết của họ bởi cả công chúng và nhà xuất bản có thể bị ảnh hưởng bởi nhân khẩu học hoặc danh tính của họ; quan trọng trong số các bản sắc được xây dựng văn hóa này là giới tính, bản sắc tình dục, tầng lớp xã hội, chủng tộc hoặc sắc tộc, quốc tịch, tôn giáo, và một hiệp hội với địa điểm. Tương tự, một số tiểu thuyết gia có bản sắc sáng tạo xuất phát từ việc họ tập trung vào các thể loại tiểu thuyết khác nhau, chẳng hạn như tội phạm, lãng mạn hoặc tiểu thuyết lịch sử.
Trong khi nhiều tiểu thuyết gia sáng tác tiểu thuyết để thỏa mãn ham muốn cá nhân, thì các tiểu thuyết gia và nhà bình luận thường gán một trách nhiệm xã hội hoặc vai trò cụ thể cho các nhà văn viết tiểu thuyết. Nhiều tác giả sử dụng các mệnh lệnh đạo đức như vậy để biện minh cho các cách tiếp cận khác nhau đối với văn bản tiểu thuyết, bao gồm chủ nghĩa hoạt động hoặc các cách tiếp cận khác nhau để đại diện cho thực tế "một cách trung thực".